# Manuel Robles Pezuela

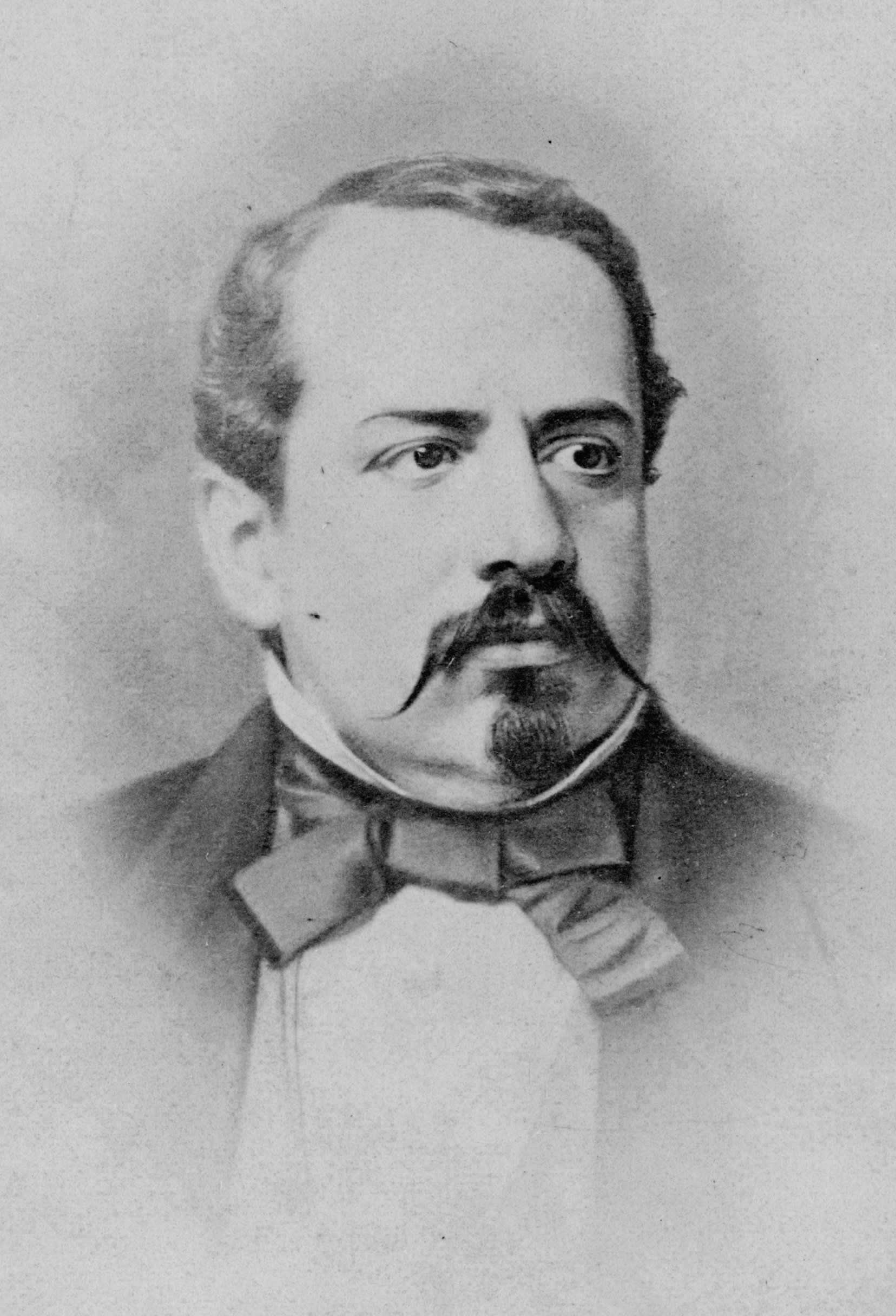
Manuel Robles Pezuela

Manuel Robles Pezuela (Guanajuato, ong. 1810 - Chalchimocula, 24 maart 1862) was een Mexicaans politicus en militair. Hij was president van Mexico van 24 december 1858 tot 21 januari 1859. Hij vocht mee aan de conservatieve zijde in de Hervormingsoorlog.
Hij kwam aan de macht na het omverwerpen van de regering van zijn voorganger Félix María Zuloaga. Zijn regering kreeg echter niet genoeg steun, en al snel werd hij vervangen door Miguel Miramón.
Na de inval van de Fransen werd hij gearresteerd omdat men hem verdacht van collaboratie. Hij wist te ontsnappen en probeerde zich bij het Franse leger aan te sluiten. Onderweg werd hij echter opgepakt en ter dood gebracht.